# 加拉茨級運輸船
加拉茨級運輸船為中國人民解放軍海軍於1960年代自羅馬尼亞加拉茨（Galați）的Santierul Naval造船廠進口的9艘商用貨輪之一，原屬民用。1970年代初，海軍將其中2艘（分別命名為「海運318號」與「海運600號」）改裝為軍用大型運輸艦，用於物資與部隊運輸等後勤支援任務。目前僅有海運318號仍在服役。

## 設計與性能
GALATI級船體採商船設計，結構簡單，具有不錯的裝載空間與航程。主機為Sulzer 5TAD56型柴油引擎，可輸出2,500匹馬力，最高航速12.5節，續航力約5,000海里。裝備6挺雙聯裝14.5毫米重機槍作為自衛火力，裝甲防護能力有限。

## 服役狀況
本級僅有「海運318號」與「海運600號」兩艘軍用改裝型。根據觀察網站《ShipSpotting》記錄，「海運318號」在2010年代初仍被目擊於海南三亞等地海軍基地出現，持續執行沿岸後勤補給任務。

## 同級艦
- 海運318號（現役）
- 海運600號（已退役）